# KF Maliqi
El KF Maliqi es un equipo de fútbol de Albania que juega en la Kategoria e Dytë, la tercera división nacional.

## Historia
Fue fundado en el año 1950 en la ciudad de Maliq en el condado de Korçe. En su historial no cuenta con participaciones en la Kategoria Superiore.